# Lokomotiva 752
Motorová lokomotiva řady 752 (T 478.2) je dieselelektrická lokomotiva, vyráběná v pražské lokomotivce ČKD mezi lety 1969–1970. Vychází z předchozí osvědčené řady 751, od které se liší absencí parního generátoru pro vytápění souprav a je tedy určena především pro nákladní dopravu. Po přeznačení všech lokomotiv této řady v Česku na 751.3 zde řada 752 zanikla (označení 752 tím bylo uvolněno pro prototyp 752.001) a zůstala pouze na Slovensku, kde je stále v provozu.

## Vznik

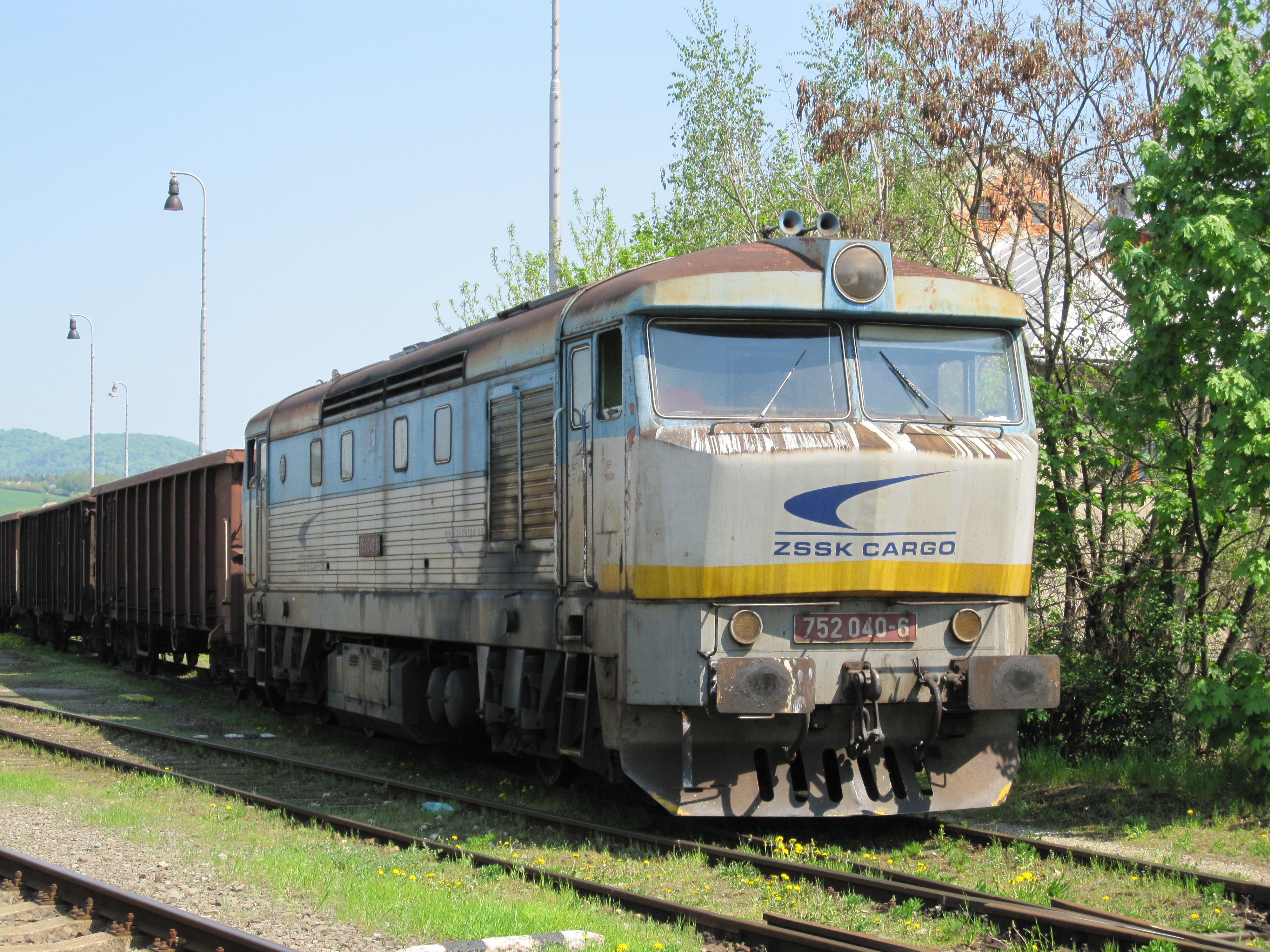
Lokomotiva 752.040 v Bardejově

V roce 1967 byla v ČKD zahájena sériová výroba lokomotiv řady T 478.1 (751), která se po uvedení do provozu stala jednou z důležitých posil a vytlačila mnohé parní lokomotivy na méně důležité výkony. Vzhledem k jejich vybavení parním generátorem PG 500, který umožňoval i nasazení na osobních vlacích a rychlících, byly přednostně používány takto a do dopravy nákladní se dostávaly pouze příležitostně. Zvyšující se nároky na nákladní dopravu v období normalizace a pomalý postup elektrizačních prací na důležitých tratích vedly k poměrnému nedostatku motorových lokomotiv, nasazovaných výhradně do čela nákladních vlaků. Byla proto vyprojektována odvozená verze, bez vytápěcího agregátu pro použití na nákladních vlacích. Nová řada byla označena jako T 478.2 a její výroba, bez zkoušek, započala roku 1969. Během dvou let bylo vyrobeno 82 kusů.

## Technický popis
Lokomotiva je konstrukčně shodná s řadou T 478.1, jen nemá parní generátor PG 500, ten byl z důvodu zachování požadované hmotnosti nahrazen balastem. Nádrž na vodu pro parní generátor byla nově využita pro rozšíření nádrže palivové, která tak disponuje objemem 4 000 l na rozdíl od řady T478.1, kde je objem o 1000l menší. 

## Provoz

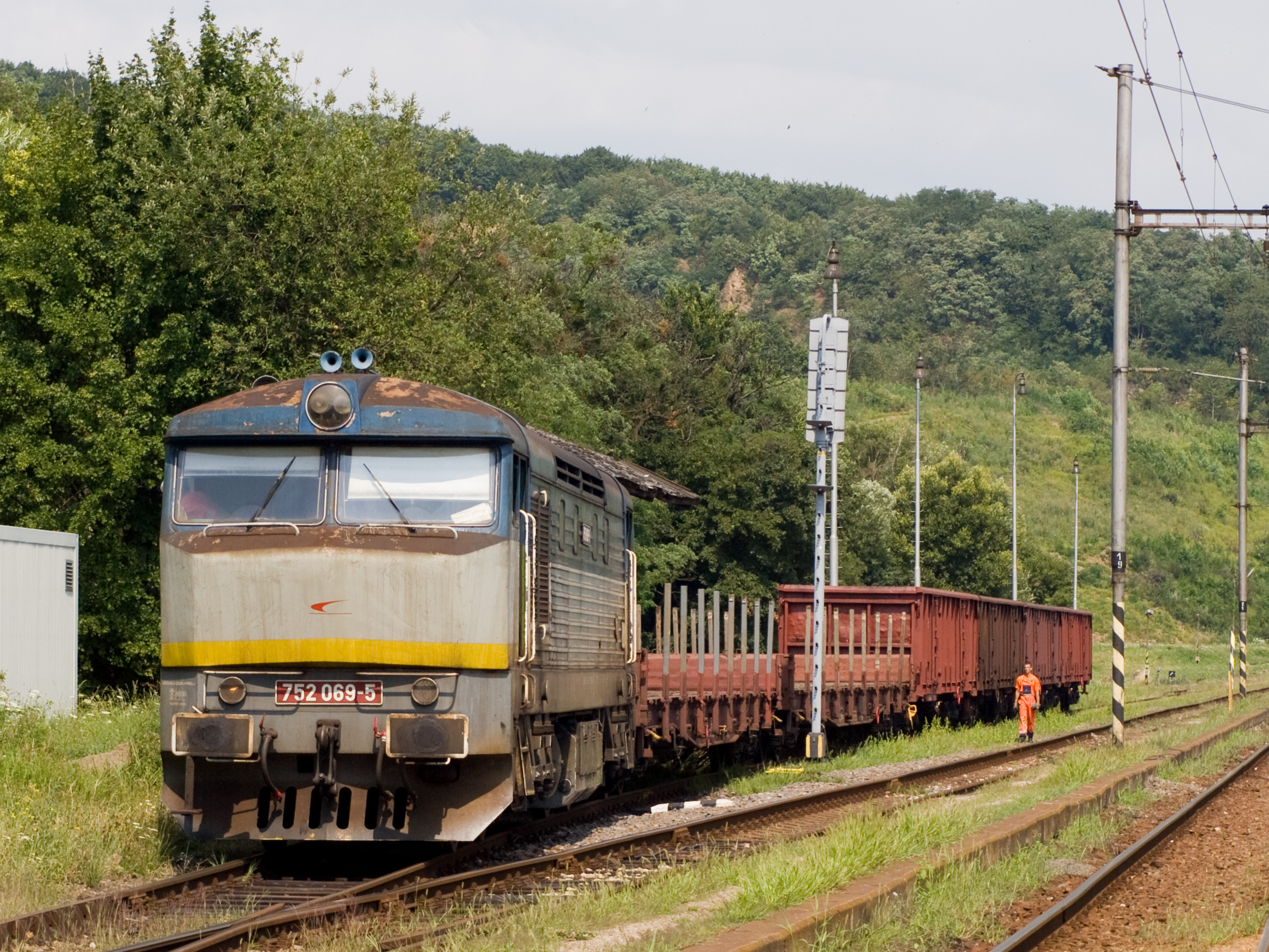
Lokomotiva 752.069 ve Slanci

Řada 752 (T478.2) byla po dodání začleněna do provozu a většinou byla deponována ve stejných depech jako výchozí typ T478.1. Velmi brzy byl na devět vybraných lokomotiv dodatečně dosazen parní generátor (uvolněný z lokomotiv řady T 444.1) a tyto lokomotivy byly přeznačeny na řadu T 478.1 s inventárními čísly 231–239. Takto lokomotivy sloužily dvě desetiletí, větší změny přišly až po roce 1990 – s klesajícím objemem přeprav nákladu po železnici nastal také zřejmý přebytek lokomotiv a především v Česku byl tento problém řešen rušením některých strojů.
26 lokomotiv bylo u ČD v letech 1994 a 1996 přestavěno na řadu 749 dosazením elektrického topného alternátoru a zbývajících 19 strojů bylo roku 1995 přeznačeno na řadu 751.3 s dosavadním inventárním číslem, zvýšeným o 300 (751.302, 314, 315, 316, 333, 335, 338, 353, 354, 357, 361, 363, 364, 371, 372, 374, 375, 379, 382). Tím řada 752 v českých zemích zanikla. Postupným rušením v průběhu let zcela zmizela z kolejí i řada 751.3. Nejdéle vydržely v provozu stroje 751.354, 364 a 374, které byly sešrotovány zjara 2018. Dvě poslední dochované lokomotivy této řady 751.3 jsou jednak stroj 751.316, domovem v depu České Budějovice, v roce 2022 již také dlouhodobě neprovozní, a jednak plně provozní 751.335 v majetku Moravské železniční.   
Na Slovensku žádné přeznačení neproběhlo a většina lokomotiv vydržela v provozu v původním stavu i označení. Později obě řady připadly nově založeným nákladním společnostem pod názvy ČD Cargo a Železničná spoločnosť Cargo Slovakia (ZSSK Cargo). Slovenský dopravce ZSSK Cargo s řadou 752 i nadále[kdy?] počítá, a tak je zde v provozu zhruba třetina z původních 30 dodaných strojů, ovšem jejich počet se neustále snižuje. V posledních letech[kdy?] však ještě bylo přistaveno několik kusů do hlavních oprav, při nichž dostaly např. čtyři čelní světla, vlakový zabezpečovač MIREL a další úpravy. Většina z nich je dislokována na východě země (Košice, Humenné), kde zajišťují dopravu vlaků na mnoha neelektrizovaných tratích.